# 尤里·洛文塔爾
尤里·洛文塔尔（英語：Yuri Lowenthal；1971年3月5日—），  是美国著名男配音员、制片人和编剧，曾為多部電影動画、動漫卡通中配音，包括《火影忍者》中的宇智波佐助、《Ben 10》中的少年田小班、《爆炸頭武士》中的神之助、《天元突破 紅蓮螺巖》中的西蒙和《Code Geass》中的樞木朱雀。在電玩游戏中，他为《暗黑破壞神III》中的洛拉斯·纳尔、《波斯王子》中的王子、《刺客信条II》的維耶里·德·帕齊（Vieri de' Pazzi）、《黑街聖徒3》和《黑道圣徒IV》中的马特·米勒以及与PS4中的彼得·帕克 / 蜘蛛侠配音。
此外，他也為《生化危機6》的芬·馬科雷（Finn Macauley）和《生化危机 启示录2》的尼爾·費雪（Neil Fisher）之英語配音過。

## 生平
洛文塔尔出生于俄亥俄州阿莱恩斯，但在田纳西州纳什维尔长大，全家搬到北弗吉尼亚州。洛文塔尔的父亲曾在美国国际开发署工作，自己则在非洲的尼日尔待了两年，直到高中毕业他尝试参加戏剧课，才有很多表演经历，这足以让他对表演产生了兴趣。 大學就讀於弗吉尼亚州威廉斯堡的威廉與瑪麗學院，並在那裡進修戏剧课程，但主修东亚研究。第三年，他前往日本大阪留学，他还参加了学校的体操项目和ROTC。在1993年毕业后，他加入外國語青年招致事業（JET Programme），担任国际关系协调员，為滋贺县的外籍英语教师提供協助。在外國語青年招致事業期间，他继续参与戏剧和表演，並在那里待上两年後，他仍然想尝试全职演戲，之後便再搬到了纽约市，参加了百老汇戏剧演出。他在纽约待上了六年，从事戏剧和独立电影。  
另外，洛文塔尔聲稱自己是「田纳西犹太人」。  

## 个人生活
洛文塔尔在纽约大学认识了同一位演员塔拉·普拉特，他们于2001年在拉斯维加斯结婚，兩人育有一名儿子，出生於2016年。